# Герб Волновахи
Герб Волновахи — офіційний символ міста Волноваха Донецької області. Затверджений 10 вересня 1999 р. рішенням №ХХІІІ-14/13 XIV сесії міської ради XXIII скликання.
Автори - М.Стародубцев, Є.Малаха.

## Опис
Щит вигнуто перетятий, на верхньому лазуровому полі летить срібний сокіл, на нижньому золотому хвиляста лазурова балка з трьома срібними фонтанами води, що виходять на поверхню. Щит увінчаний золотою короною з трьома зубцями та обрамований двома золотими колосками, що оповиті синьою стрічкою.

## Символіка
Лазуровий колір символізує ясне небо й красу природи, а золото (на прапорі - жовтий колір) - природні багатства. Птах уособлює місто, оскільки нагадує контур його забудови. Вигин ділення вказує, що Волноваха розташована на одній з найвищих місцин Приазовської височини. Хвиляста смуга з фонтанами означає річку Волноваху, назву якої виводять від великої кількості джерел.